# Щербак (село)
Щерба́к — село Новоазовської міської громади Кальміуського району Донецької області, Україна.

## Загальні відомості
Відстань до райцентру становить близько 20 км і проходить переважно автошляхом місцевого значення. Землі села межують із територією Некліновського району Ростовської області Росії. Прикордонного переходу немає.

## Російсько-українська війна
26 серпня 2014 року російські військові та проплачені терористи при спробі захоплення Новоазовська зайняли село Щербак.

## Населення
За даними перепису 2001 року населення села становило 177 осіб, з них 44,07 % зазначили рідною мову українську, 55,37 % — російську та 0,56 % — білоруську.